# Rio Bom
Rio Bom is een gemeente in de Braziliaanse deelstaat Paraná. De gemeente telt 3.292 inwoners (schatting 2009).

## Aangrenzende gemeenten
De gemeente grenst aan Apucarana, Borrazópolis, Faxinal, Marilândia do Sul en Novo Itacolomi.

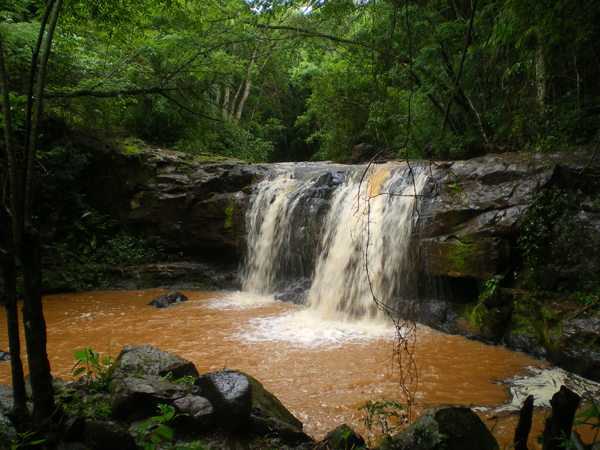
Saltinho